# Aletinus mongolicus
Aletinus mongolicus is een keversoort uit de familie Rhynchitidae. De wetenschappelijke naam van de soort is voor het eerst geldig gepubliceerd in 1984 door Ter-Minassian.